# Sebastian Ellrich
Sebastian Ellrich (* 1984 in Magdeburg) ist ein deutscher Bühnen- und Kostümbildner und Modedesigner.

## Leben
Sebastian Ellrich begann seine künstlerische Laufbahn als Kostümassistent an verschiedenen Bühnen, für die er sehr bald eigene Entwürfe realisierte. Seit 2004 arbeitet er als Kostüm- und Bühnenbildner bundesweit für Oper, Film, Tanz und Theater, u. a. am Schauspiel Köln, Theater Oberhausen, Staatstheater Nürnberg und an der Oper Dortmund. Im Schauspiel verbindet Ellrich eine engere Zusammenarbeit mit dem Regisseur Jürgen Kruse, für den er 2007 bei Beat Generation nach Jack Kerouac, 2009 für Auf der großen Straße/Tod des Empedokles (Anton Tschechow/Friedrich Hölderlin), 2010 für Das Leben ein Traum (was sonst) von Calderón de la Barca in Köln und 2010 für Jedermann von Hugo von Hofmannsthal in Leipzig das Kostümbild entwarf. Mit Regisseur Joan Anton Rechi hat er 2011 in Aachen bei Rossinis La Cenerentola zusammengearbeitet. Seit Anfang 2011 widmet sich Sebastian Ellrich seinem eigenen Prêt-à-porter-Label und zeigte 2014 bei der Berliner Fashion Week seine sechste Kollektion.

## Arbeiten für Theater und Oper (Auswahl)
- 2008 Kostüme für Schattenstimmen von Feridun Zaimoglu und Günter Senkel am Schauspiel Köln | Regie: Nora Bussenius[2]
- 2009 Kostüme für Don Carlos von Giuseppe Verdi am Theater Augsburg | Regie: Ludger Engels[3]
- 2013 Bühne und Kostüme für Rheinpromenade von Karl Otto Mühl am Schauspiel Köln | Regie: Nora Bussenius[4]
- 2013 Bühne für Verkleidete Diamanten von Nora Backhaus an der Württembergischen Landesbühne Esslingen | Regie: Nora Bussenius[5]
- 2014 Kostüme für Frau ohne Schatten von Richard Strauss an der Oper Leipzig | Regie: Balázs Kovalik[6]
- 2014 Bühne und Kostüme für Mio, mein Mio von Astrid Lindgren am Staatstheater Darmstadt | Regie: Nora Bussenius[7]
- 2015 Kostüme für Seid nett zu Mr. Sloane von Joe Orton am Schauspiel Frankfurt | Regie: Jürgen Kruse[8]
- 2015 Kostüme für Leonce und Lena von Georg Büchner am Schauspiel Frankfurt | Regie: Jürgen Kruse[9]
- 2016 Kostüme für Barbaren von Maxim Gorki am Theater Oberhausen | Regie: Peter Carb[10]
- 2017 Bühne und Kostüme für Hexenjagd von Arthur Miller am Schleswig-Holsteinischen Landestheater | Regie: Nora Bussenius[11]

## Kollektionen
(Quelle:)
- 2010 SHOWPIECES
- 2012 GATECRASHER
- 2013 JUST ONE OF THOSE THINGS
- 2013 FIND ME - SPRING/SUMMER
- 2014 THE WHOLE RIGMAROLE
- 2015 TONIGHT WE FLY